# Lophozia rutheana
Lophozia rutheana là một loài Rêu trong họ Jungermanniaceae. Loài này được (Limpr.) M. Howe mô tả khoa học đầu tiên năm 1901.